# Marie Krogh
Birte Marie Krogh, født Jørgensen (født 25. december 1874 på Vosegård, Husby Sogn, Odense Amt, død 26. marts 1943) var en dansk fysiolog og læge. Hun var gift med nobelpristageren August Krogh 24. marts 1905.
Marie Krogh blev student 1901 fra N. Zahles Skole, tog medicinsk eksamen 1907 og blev dr. med. i 1914. Hun deltog blandt andet i sin mands videnskabelige arbejde og i den forbindelse i en ekspedition til Grønland i 1908 for at undersøge grønlændernes ernæring og stofskifte. Hun underviste ved Statens Lærerhøjskole fra 1915 i fysiologi og senere i næringsmiddellære. Foretog desuden undersøgelser af lungernes og stofskiftets fysiologi og skjoldbruskkirtlens funktion.
Medlem af Akademiet for de Tekniske Videnskaber fra 1939.
Marie Krogh blev i 1930 tildelt Tagea Brandts Rejselegat.

## Hæder
I 2009 blev August Krogh Prisen omdøbt til Marie og August Krogh Prisen. Navneændringen var en konsekvens af den øgede opmærksomhed omkring Marie Kroghs rolle i etableringen af Novo Nordisk Fonden og hendes rolle som pioner for kvindelige forskere.